# Bob Christie
Robert „Bob“ Christie (* 4. April 1924 in Grants Pass, Oregon; † 1. Juni 2009 ebenda) war ein US-amerikanischer Autorennfahrer.

## Karriere
Christie fuhr zwischen 1956 und 1963 in der USAC-Rennserie in den USA. 15-mal war er in all den Jahren am Start, darunter auch achtmal bei den 500 Meilen von Indianapolis. Seine beste Platzierung war der dritte Platz 1959 in Daytona. In Indianapolis war sein bestes Ergebnis der zehnte Rang 1960.
Da die 500 Meilen von Indianapolis zwischen 1950 und 1960 auch zur Formel-1-Weltmeisterschaft gehörten, beteiligte sich Christie auch an fünf Läufen zur Weltmeisterschaft. Punkte für die Meisterschaft konnte er nicht erzielen. Nach seiner Karriere arbeitete er u. a. für Firestone.

## Statistik

### Indy-500-Ergebnisse
| Jahr | Startnr. | Start | Qual (km/h) | Ergebnis | Runden | Führung | Ausfall         |
| ---- | -------- | ----- | ----------- | -------- | ------ | ------- | --------------- |
| 1954 | 66       | DNQ   |             |          |        |         |                 |
| 1955 | 7        | DNQ   |             |          |        |         | Trainingsunfall |
| 1956 | 57       | 25    | 228,877     | 13       | 196    | 0       |                 |
| 1957 | 95       | 33    | 224,918     | 13       | 197    | 0       |                 |
| 1958 | 65       | 17    | 228,909     | 14       | 189    | 0       | Dreher          |
| 1959 | 65       | 24    | 230,502     | 25       | 109    | 0       | Motor           |
| 1960 | 38       | 14    | 231,129     | 10       | 200    | 0       |                 |
| 1961 | 32       | 16    | 232,980     | 17       | 132    | 0       | Motor           |
| 1962 | 29       | 31    | 235,490     | 30       | 17     | 0       | Unfall          |
| 1963 | 65       | 18    | 239,964     | 13       | 200    | 0       |                 |
| 1964 | 33       | DNQ   |             |          |        |         |                 |
| 1965 | 21       | DNQ   |             |          |        |         |                 |

| Legende  | Legende            | Legende                                                          |
| Farbe    | Abkürzung          | Bedeutung                                                        |
| -------- | ------------------ | ---------------------------------------------------------------- |
| Gold     | –                  | Sieg                                                             |
| Silber   | –                  | 2. Platz                                                         |
| Bronze   | –                  | 3. Platz                                                         |
| Grün     | –                  | Platzierung in den Punkten                                       |
| Blau     | –                  | Klassifiziert außerhalb der Punkteränge                          |
| Violett  | DNF                | Rennen nicht beendet (did not finish)                            |
| Violett  | NC                 | nicht klassifiziert (not classified)                             |
| Rot      | DNQ                | nicht qualifiziert (did not qualify)                             |
| Rot      | DNPQ               | in Vorqualifikation gescheitert (did not pre-qualify)            |
| Schwarz  | DSQ                | disqualifiziert (disqualified)                                   |
| Weiß     | DNS                | nicht am Start (did not start)                                   |
| Weiß     | WD                 | zurückgezogen (withdrawn)                                        |
| Hellblau | PO                 | nur am Training teilgenommen (practiced only)                    |
| Hellblau | TD                 | Freitags-Testfahrer (test driver)                                |
| ohne     | DNP                | nicht am Training teilgenommen (did not practice)                |
| ohne     | INJ                | verletzt oder krank (injured)                                    |
| ohne     | EX                 | ausgeschlossen (excluded)                                        |
| ohne     | DNA                | nicht erschienen (did not arrive)                                |
| ohne     | C                  | Rennen abgesagt (cancelled)                                      |
| ohne     | keine WM-Teilnahme |                                                                  |
| sonstige | P/fett             | Pole-Position                                                    |
| sonstige | 1/2/3/4/5/6/7/8    | Punktplatzierung im Sprint-/Qualifikationsrennen                 |
| sonstige | SR/kursiv          | Schnellste Rennrunde                                             |
| sonstige | *                  | nicht im Ziel, aufgrund der zurückgelegten Distanz aber gewertet |
| sonstige | ()                 | Streichresultate                                                 |
| sonstige | unterstrichen      | Führender in der Gesamtwertung                                   |

### Einzelergebnisse in der Sportwagen-Weltmeisterschaft
| Saison | Team        | Rennwagen   | 1   | 2   | 3   | 4   | 5   | 6   | 7   |
| ------ | ----------- | ----------- | --- | --- | --- | --- | --- | --- | --- |
| 1953   | Surroz Ford | Ford 6      | SEB | MIM | LEM | SPA | NÜR | RTT | CAP |
| 1953   | Surroz Ford | Ford 6      |     |     |     | DNF |     |     |     |
| 1954   | Jack Ensley | Kurtis 500S | BUA | SEB | MIM | LEM | RTT | CAP |     |
| 1954   | Jack Ensley | Kurtis 500S |     |     | DNF |     |     |     |     |